# Mascançà

Localització de Mascançà

El Mascançà és una zona que equival aproximadament a la comarca del Pla d'Urgell. És un nom d'origen àrab, segurament de Mashkijan o Maxkijan, encara que es desconeix amb exactitud el significat d'aquest mot. Segons altres fonts l'etimologia de Mascançà prové del llatí.
El pla del Mascançà és una de les àrees del districte islàmic de Lleida. La seva extensió, actualment, es reparteix
entre les comarques del Pla d'Urgell, Urgell, Segrià i Noguera. Els seus sòls són fràgils i determinen un paisatge àrid o de secà. Totes les terres del Mascançà eren clamorenques, plenes de canyissos, matolls i patamolls. Es creu que eren pobres i poc poblades. La percepció del Mascançà del segle xi és la d'un espai on les condicions de vida són francament difícils, encara que es constata que hi havia cases habitades i que s'hi instal·laren nous pobladors.